# Йосафат Лесів
О. Ілля (Йосафат) Лесів (28 липня 1917, Церківна, Королівство Галичини та Володимирії, Австро-Угорщина — 29 березня 2013, там же) — греко-католицький священник (ЧСВВ).

## Життєпис
Народився о. Ілля (Йосафат) Лесів 28 липня 1917 року в селі Церківна на Івано-Франківщині. Тут закінчив восьмирічну школу. В 1934–1939 рр. здобував духовну освіту в Гошівському монастирі Отців Василіян.
У 1940 був направлений до воєнної частини м. Новосибірська, Росія. У 1947 році повернувся додому і підпільно дякував. Офіційно працював фінагентом, художником, а потім і лісорубом.
У 1970 році вступив до підпільної Стрийської семінарії, де провчився дев'ять років.
7 квітня 1979 року, на свято Благовіщення, у селі Вільхівка на Львівщині був висвячений на священника і одержав монаше ім'я — о. Йосафат ЧСВВ. Висвячував його Владика Йосафат Федорик ЧСВВ.
Починаючи з 1995 року, отець ревно почав відбудовувати те, що зруйнувала радянська влада — храми. Під керівництвом отця Йосафата Лесіва збудовано два храми: Церква Різдва Пресвятої Богородиці в рідному селі Церківна і Церква Покрови Пресвятої Богородиці в селі Станківці. Був співбудівничим монастиря Сестер Пресвятої Родини у Гошеві.
За свою душпастирську працю був відзначений Золотим Нагрудним хрестом з оздобами та орденом Святих Апостолів Петра і Павла
Помер о. Йосафат Лесів 29 березня 2013 року.